# Bartók/Aantekeningen
Bartók/Aantekeningen (en français : Bartók/annoté) est une œuvre de danse contemporaine de la chorégraphe belge Anne Teresa De Keersmaeker, créée en 1986 pour quatre danseuses de la Compagnie Rosas.

## Historique
Bartók/Aantekeningen est marqué par le départ de Michèle Anne De Mey de la compagnie dont elle fut la cofondatrice et son remplacement par Johanne Saunier.

## Structure
Si la pièce est construite autour de l'utilisation des Quatuors à cordes de Béla Bartók, et en particulier du quatrième, qui lui donnent son nom, elle est également illustrée de manière sonore par des chants bulgares, un discours de Lénine ou Le Chant des partisans russes. Les danseurs lisent également des passages du Lenz de Georg Büchner. L'œuvre est accompagnée de projections vidéos décalées et étranges représentant des simulations d'accidents de voiture et un enfant jouant avant un chien qui accompagnent la danse de « manière contrapuntique [...] accentuant visuellement la dissonance musicale du quatuor ».

## Fiche technique
- Chorégraphie : Anne Teresa De Keersmaeker
- Danseurs à la création : Anne Teresa De Keersmaeker, Nadine Ganase, Fumiyo Ikeda, Johanne Saunier ou Roxane Huilmand[3]
- Musique originale : Quatuors à cordes de Béla Bartók dans les versions par le Quatuor Végh et le Tokyo String Quartet
- Scénographie : Gisbert Jäkel (décors et lumières) et Herman Sorgeloos (lumières)
- Dramaturgie : Marianne Van Kerchoven
- Costumes : Compagnie Rosas
- Production : Compagnie Rosas et compagnie Schaamte
- Première : 16 mai 1986 au Théâtre CBA de Bruxelles
- Représentations :
- Durée : environ 2 heures